# HMS King Edward VII
O HMS King Edward VII foi um couraçado pré-dreadnought operado pela Marinha Real Britânica e a segunda embarcação da Classe King Edward VII. Sua construção começou em março de 1902 no Estaleiro Real de Devonport e foi lançado ao mar em julho do ano seguinte, sendo comissionado na frota britânica em fevereiro de 1905. Era armado com uma bateria principal de quatro canhões de 305 milímetros montados em duas torres de artilharia duplas, possuía um deslocamento de mais de dezessete mil toneladas e alcançava uma velocidade máxima de dezoito nós.
O King Edward VII começou sua carreira servindo na Frota do Atlântico e depois passou para a Frota do Canal, em ambos os casos atuando como sua capitânia. A Frota do Canal foi absorvida pela Frota Doméstica em 1909 e o couraçado foi designado para a 3ª Esquadra de Batalha em 1912. Esta formação foi enviada no final deste ano para o Mar Mediterrâneo durante a Primeira Guerra Balcânica, participando de um bloqueio de Montenegro e depois garantindo a transferência de Escodra para a Albânia. O couraçado permaneceu na região até meados de 1913, voltando então para casa.
A Primeira Guerra Mundial começou em agosto de 1914 e o navio passou a integrar a recém formada Grande Frota. Realizou várias varreduras no Mar do Norte junto com seus irmãos pelo um ano e meio seguinte à procura de embarcações inimigas, mas raramente fez algo de relevante. O King Edward VII estava navegando para Belfast na manhã de 6 de janeiro de 1916 quando bateu em uma mina naval alemã colocada alguns dias antes pelo cruzador auxiliar SMS Möwe. Tentativas de rebocá-lo até o porto falharam e o couraçado emborcou e afundou horas depois.

## Características

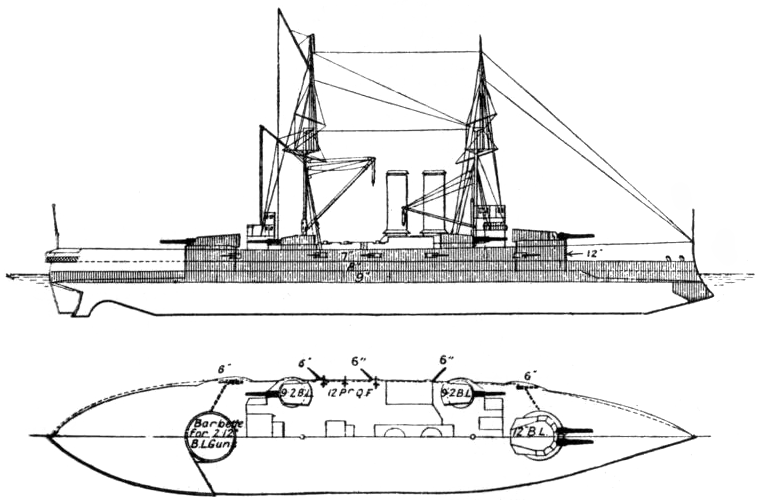
Desenho da Classe King Edward VII

Tanto a Marinha Real Italiana quanto a Marinha dos Estados Unidos desenvolveram no início do século XX couraçados armados com uma bateria secundária de canhões de 203 milímetros, assim a Marinha Real Britânica decidiu construir navios similares. As primeiras propostas tinham oito canhões de 191 milímetros, mas isto depois foi alterado para quatro armas de 234 milímetros. A Classe King Edward VII marcou a primeira grande alteração do projeto geral de couraçados britânicos desde a Classe Majestic.
O King Edward VII tinha 138,3 metros de comprimento de fora a fora, boca de 23 metros e calado de 7,82 metros. Tinha um deslocamento normal de 15 835 a 16 140 toneladas e um deslocamento carregado de 17 282 a 17 567 toneladas. Seu sistema de propulsão consistia em dezesseis caldeiras que alimentavam dois motores de tripla-expansão com quatro cilindros, cada um girando uma hélice. Tinha uma potência indicada de 18 250 cavalos-vapor (13 420 quilowatts) para uma velocidade máxima de 18,5 nós (34,3 quilômetros por hora). Sua tripulação tinha 777 oficiais e marinheiros.
O armamento principal era de quatro canhões Marco IX calibre 40 de 305 milímetros em duas torres de artilharia duplas, uma à vante e outra à ré da superestrutura. A bateria secundária tinha quatro canhões Marco X calibre 46 de 243 milímetros em torres de artilharia únicas, duas em cada lateral. A bateria terciária era de dez canhões Marco VII calibre 45 de 152 milímetros em casamatas. A defesa contra barcos torpedeiros tinha catorze canhões de 76 milímetros e catorze canhões Hotchkiss de 47 milímetros. Por fim, haviam cinco tubos de torpedo submersos de 450 milímetros, dois em cada lateral e um na popa. O cinturão principal de blindagem tinha 229 milímetros de espessura, sendo fechado nas extremidade por anteparas transversais de 203 a 305 milímetros. As laterais das torres de artilharia principais também tinham 203 a 305 milímetros, ficando em cima de barbetas de 234 milímetros. As casamatas era protegida spor 178 milímetros. Tinha dois conveses blindados, um de 25 e outro de 64 milímetros de espessura. A torre de comando tinha laterais de 305 milímetros.

## Carreira

### Tempos de paz

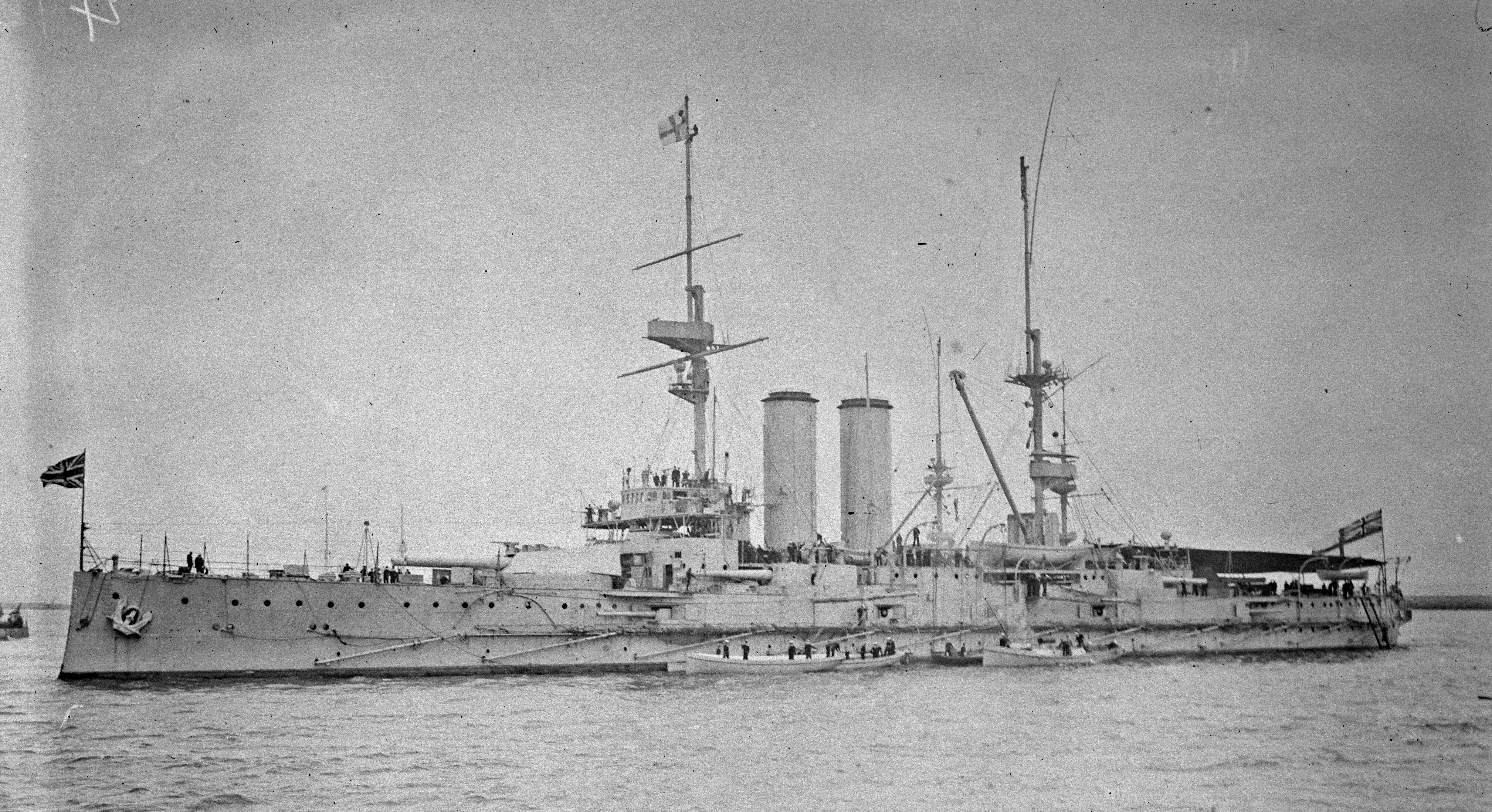
O King Edward VII em 10 de julho de 1905

O batimento de quilha do King Edward VII ocorreu em 8 de março de 1902 no Estaleiro Real de Devonport, com a primeira placa tendo sido batida pelo rei Eduardo VII, que tinha acabado de comparecer ao lançamento do couraçado HMS Queen junto com a rainha Alexandra. O King Edward VII foi batizado pelo rei e lançado ao mar em 23 de julho de 1903. Eduardo tinha dado permissão para o navio ser nomeado em sua homenagem com a condição de que sempre servisse como capitânia, algo que a Marinha Real honrou durante toda a sua carreira. Foi comissionado em 7 de fevereiro para serviço como capitânia do comandante da Frota do Atlântico. Passou por manutenção entre 1906 e 1907, durante a qual seus canhões de 76 milímetros foram temporariamente transferidos para o topo de suas torres de artilharia principais. Seu serviço com a Frota do Atlântico terminou em 4 de março de 1907.
O King Edward VII se tornou no dia seguinte a capitânia do almirante lorde Charles Beresford, o comandante da Frota do Canal. Passou por nova manutenção entre 1907 e 1908, durante a qual suas armas de 76 milímetros voltaram para suas posições originais, já as armas de 47 milímetros que ficavam na ponte de comando foram removidas. A frota foi reorganizada em 24 de março de 1909, com a Frota do Canal sendo absorvida pela Frota Doméstica e se transformando a 2ª Divisão. O couraçado consequentemente se tornou três dias depois a capitânia do segundo em comando da frota. Passou por manutenção entre dezembro e fevereiro de 1910. Em 1º de agosto de 1911 se tornou a capitânia do comandante da 3ª e 4ª Divisões da Frota Doméstica.
A frota foi reorganizada em maio de 1912 e o King Edward VII foi designado para a 3ª Esquadra de Batalha da Frota Doméstica junto com seus sete irmãos. Se tornou no dia 14 a capitânia da formação. Esta foi destacada em novembro para o Mar Mediterrâneo por conta da Primeira Guerra Balcânica, que tinha começado um mês antes. Os navios chegaram em Malta em 27 de novembro e em seguida, como parte da Esquadra Internacional, participaram de um bloqueio de Montenegro e da ocupação de Escodra, esta com o objetivo de forçar os macedônios a transferiram a cidade para a Albânia. A esquadra retornou para casa em 1913 e se juntou de volta à Frota Doméstica em 27 de junho.

### Primeira Guerra

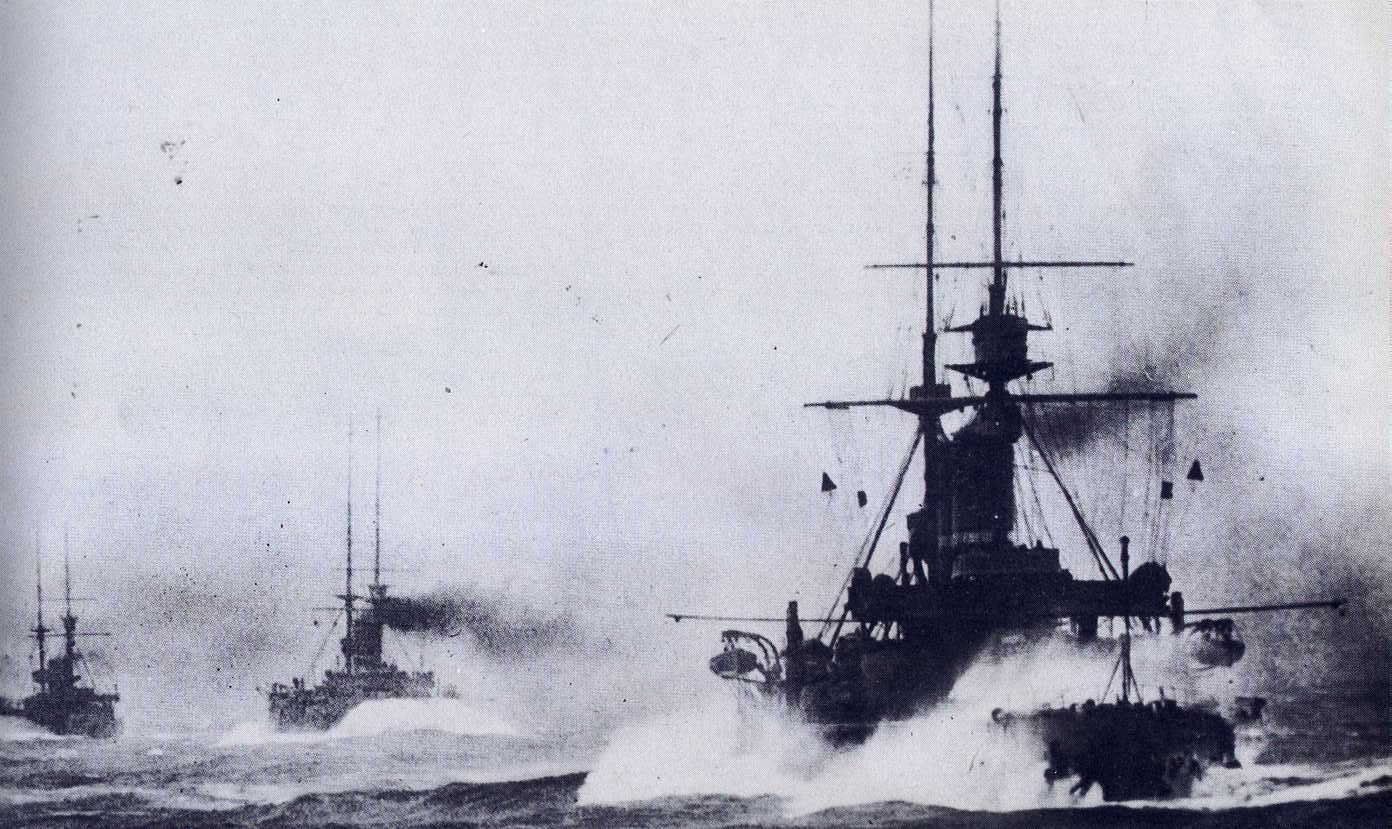
Couraçados da Classe King Edward VII em manobras antes da guerra

A Primeira Guerra Mundial começou em agosto de 1914 e a 3ª Esquadra de Batalha foi designada para a Grande Frota, ficando baseada em Rosyth, com o King Edward VII continuando como capitânia da esquadra, nesta época comandada pelo vice-almirante Edward Bradford. A formação recebeu o reforço dos cinco couraçados da Classe Duncan, sendo usada para auxiliar os cruzadores da Grande Frota em patrulhas no Mar do Norte. Em 6 de agosto, um dia depois do Reino Unido ter declarado guerra contra a Alemanha, elementos da Grande Frota fizeram uma surtida para inspecionar o litoral da Noruega à procura de uma base alemã que pudesse estar violando a neutralidade norueguesa. O King Edward VII e o resto da 3ª Esquadra de Batalha deram apoio distante para a operação. Base alguma foi encontrada e os navios retornaram para o porto no dia seguinte. As embarcações da Grande Frota foram para o mar em 14 de agosto, primeiro realizando treinamentos e depois uma varredura do Mar do Norte que durou até o dia seguinte.
O King Edward VII relatou no final de agosto que dois de seus canhões principais tinham rachaduras nos canos internos, necessitando substituição. Consequentemente deixou Scapa Flow e foi para Devonport, onde os canos foram trocados, com Bradford temporariamente transferindo sua capitânia para o HMS Dominion. O King Edward VII voltou para a frota em 2 de setembro, com agora o Dominion indo ter seus canos substituídos. A esquadra foi destacada em 2 de novembro com o objetivo de reforçar a Frota do Canal, sendo transferida para Portland. A formação voltou para a Grande Frota onze dias depois, mas o King Edward VII permaneceu para trás brevemente, só reintegrando a Grande Frota no dia 30. O couraçado e seus irmãos, durante as varreduras da frota, frequentemente navegavam à vante das divisões formadas pelos mais valiosos couraçados dreadnought, procurando por minas ou mesmo sendo os primeiros a baterem nelas.

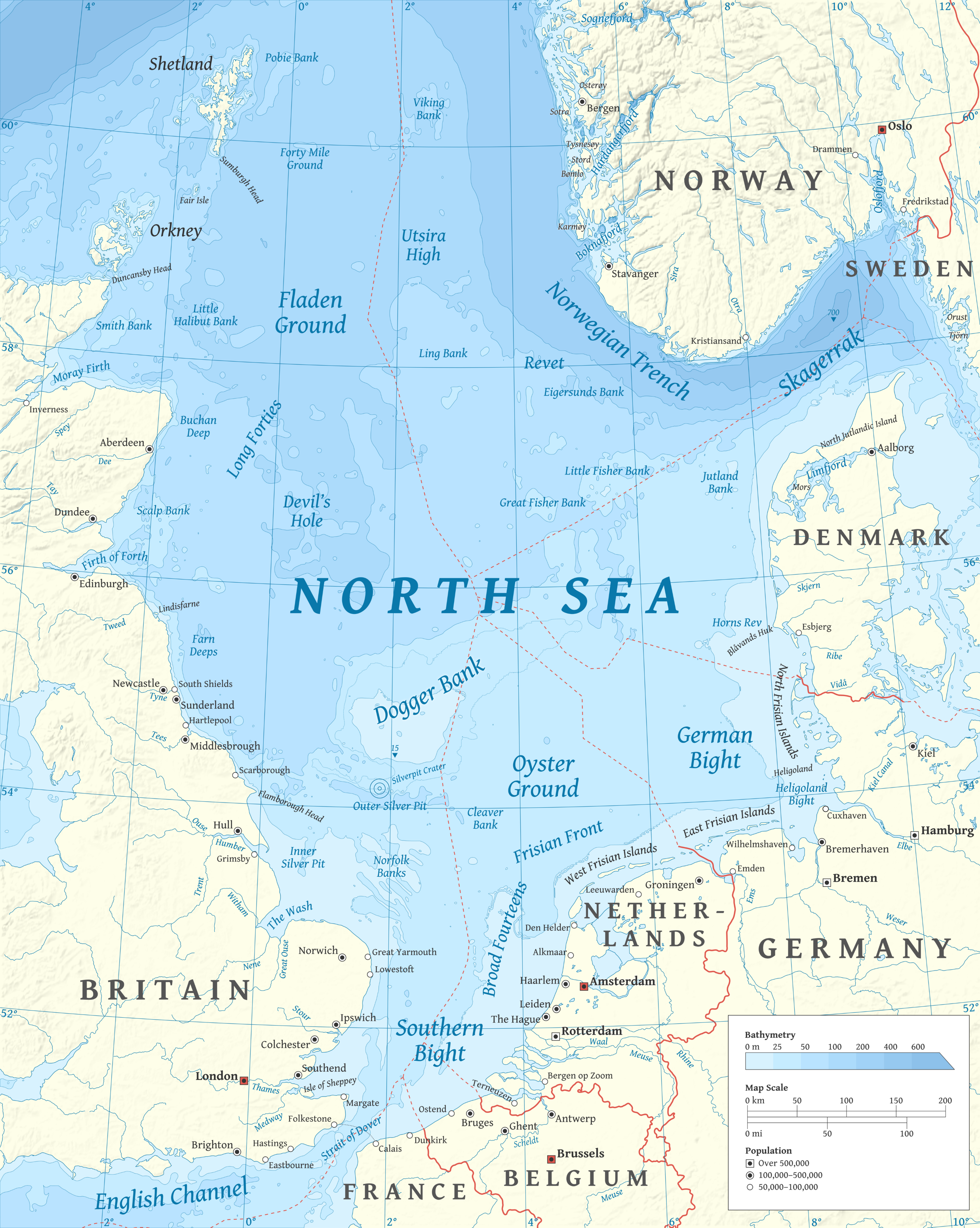
Mapa do Mar do Norte

A 1ª Esquadra de Cruzadores de Batalha, a 2ª Esquadra de Batalha e várias escoltas de cruzadores e contratorpedeiros partiram em 14 de dezembro com o objetivo de interceptarem forças alemãs que estavam se preparando para atacarem as cidades litorâneas britânicas de Scarborough, Hartlepool e Whitby. Os primeiros contatos com unidades inimigas ocorreram na manhã de 16 de dezembro e assim o almirante sir John Jellicoe, o comandante da Grande Frota, ordenou às 10h00min que a 3ª Esquadra de Batalha partisse e desse apoio para os navios em combate. A formação se encontrou com a 1ª e 4ª Esquadras de Batalhas quatro horas depois enquanto estavam à caminho de Scapa Flow, porém não conseguiram alcançar a Frota de Alto-Mar alemã antes desta recuar. A Grande Frota permaneceu no mar até tarde do dia seguinte, momento em que a 3ª Esquadra de Batalha retornou para Rosyth. O King Edward VII e o resto da esquadra se juntaram à Grande Frota para outra varredura do Mar do Norte em 25 de dezembro. As embarcações voltaram para seus portos dois dias depois sem terem encontrado navios alemães.
A 3ª Esquadra de Batalha partiu em 12 de janeiro de 1915 para treinamentos de artilharia, passando pelas Órcades na noite de 13 para 14 de janeiro. Os treinamentos terminaram no dia 14 e os navios voltaram para Rosyth no dia seguinte. A 1ª e 2ª Esquadras de Cruzadores de Batalha zarparam em 23 de janeiro a fim de emboscarem o I Grupo de Reconhecimento alemão, resultando na Batalha de Dogger Bank no dia seguinte. Ainda no dia 23, o resto da Grande Frota partiu para dar apoio. Os navios da 3ª Esquadra de Batalha foram os primeiros a partir, navegando em velocidade máxima para encontrarem as forças de contratorpedeiros, que tinham relatado contato com os alemães. Os cruzadores de batalha foram os primeiros a intervir e o King Edward VII e seus irmãos chegaram às 14h00min, momento em que os cruzadores de batalha já tinham afundado o cruzador blindado SMS Blücher e os alemães fugido. A 3ª Esquadra de Batalha ficou patrulhando a área com o resto da Grande Frota durante a noite inteira até ser destacada às 8h00min do dia 25, retornando para Rosyth.
Elementos da Grande Frota zarparam repetidas vezes pelos meses seguintes. A 3ª Esquadra de Batalha patrulhou o Mar do Norte central com a 3ª Esquadra de Cruzadores de 10 a 13 de março. As duas unidades partiram em outra varredura entre 5 e 8 de abril. Uma grande operação ocorreu no dia 11, quando toda a Grande Frota fez uma varredura pelo Mar do Norte entre 12 e 13 de abril. As esquadras voltaram para suas bases no dia seguinte para reabastecerem. Outra operação do tipo ocorreu em 17 de abril, mas também não encontrou navios alemães. A 3ª Esquadra de Batalha voltou para Rosyth no final do dia 18. Mais uma surtida começou em 21 de abril, retornando dois dias depois. A 3ª Esquadra de Batalha e a 3ª Esquadra de Cruzadores fizeram uma patrulha do Mar do Norte de 5 a 10 de maio, durante a qual um submarino alemão atacou os couraçados, mas errou.
Outra varredura foi realizada entre 17 e 19 de maio, novamente infrutífera. A frota zarpou de novo em 29 de maio para uma patrulha ao sul de Dogger Bank, retornando dois dias depois mais uma vez sem terem encontrado navios inimigos. A Grande Frota passou boa parte de junho atracada em treinamento, mas as unidades mais modernas zarparam em 11 de junho para treinamentos de artilharia ao noroeste de Shetland. Enquanto isto, a 3ª Esquadra de Batalha e a 3ª Esquadra de Cruzadores patrulharam o Mar do Norte. As atividades foram limitadas em julho por conta de uma greve de mineiros de carvão que começou no dia 18. A greve durou até agosto, com Jellicoe limitando as ações de seus navios com o objetivo de economizar carvão. A Grande Frota pouco fez em setembro e, durante este período, começou a zarpar sem a 3ª Esquadra de Batalha.

#### Naufrágio

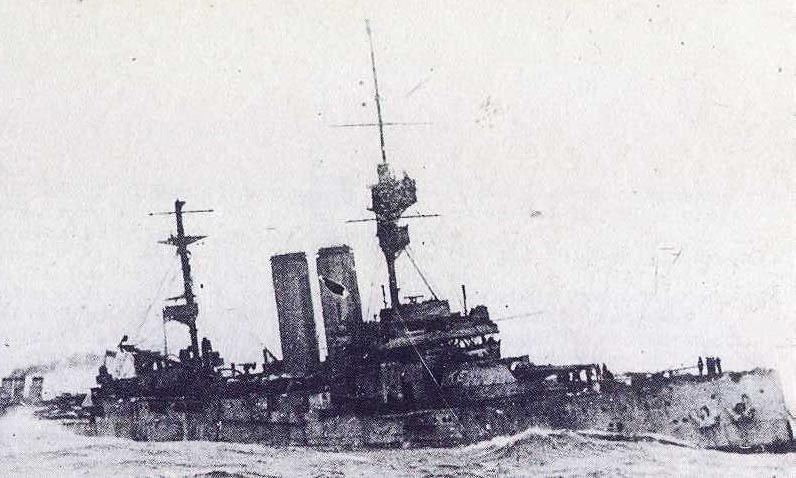
O King Edward VII adernando depois de bater em uma mina naval

O King Edward VII temporariamente deixou sua função de capitânia em janeiro de 1916 para passar por manutenção. Ele partiu de Scapa Flow em 6 de janeiro às 7h12min em uma viagem ao redor do litoral norte da Escócia até Belfast, na Irlanda. O navio bateu às 10h47min em uma mina naval que tinha sido colocada cinco dias antes pelo cruzador auxiliar alemão SMS Möwe perto de Cabo Wrath. O Möwe tinha conseguido passar pelas defesas britânicas e colocou 252 minas durante a noite e sob uma tempestade de neve. A detonação ocorreu sob a sala de máquinas de estibordo, com o couraçado adquirindo um adernamento de oito graus. O capitão Crawford Maclachlan, seu oficial comandante, ordenou que o King Edward VII virasse para estibordo e seguisse para o litoral a fim de encalhá-lo se necessário, porém o leme travou totalmente virado e as salas de máquinas rapidamente inundaram, desligando os motores. Contra-inundações reduziram o adernamento para cinco graus. O carvoeiro Princess Melita estava de passagem e recebeu sinais para que se aproximasse e tentasse rebocar o couraçado. O contratorpedeiro HMS Kempenfelt e outros doze contratorpedeiros, acreditando que a explosão tinha sido um ataque de submarino, partiram para ajudar o King Edward VII. O Kempenfelt ao chegar se juntou ao reboque, que começou às 14h15min. O King Edward VII foi submergindo mais em mares bravios com ventos fortes, adquirindo um adernamento de quinze graus que logo deixou sua condição incontrolável. A corda de reboque do Princess Melita se partiu às 14h40min, com Maclachlan então ordenando que o Kempenfelt abandonasse seus esforços.
A inundação continuou à medida que anoitecia, assim Maclachlan ordenou que a tripulação abandonasse o navio. O contratorpedeiro HMS Musketeer aproximou-se às 14h45min, embarcando tripulantes junto com os contratorpedeiros HMS Fortune e HMS Marne. Houve apenas um morto, que caiu no mar entre o couraçado e um dos contratorpedeiros, com Maclachlan tendo sido o último a deixar o navio às 16h10min a bordo do contratorpedeiro HMS Nessus. O Fortune, Marne e Musketeer partiram enquanto o Nessus permaneceu na área até 17h20min com rebocadores que tinham chegado para ajudar. Os rebocadores continuaram próximos ao King Edward VII até ele emborcar e afundar às 20h10min, nove horas depois de bater na mina. Os britânicos inicialmente não sabiam a causa do naufrágio, pois na época não sabiam da existência do campo minado do Möwe, com o couraçado HMS Africa tendo passado pela mesma área mais cedo naquele dia sem incidente. Uma escassez de draga-minas também adiou a descoberta do campo minado.